# بنیاد وب باز
بنیاد وب باز یک سازمان ناسودبر است که کار خود را به توسعه و حمایت از ویژگی‌های فناوری‌های نوپدید وب جهان‌گستر اختصاص داده است. این بنیاد از مدل منبع‌باز (همانند بنیاد نرم‌افزار آپاچی) پیروی می‌کند. از جمله کسانی که در این بنیاد، مشارکت می‌کنند گیر مگنوسن (معاون رئیس و عضو هیئت مدیره آپاچی) و تیم اورایلی (مدیر عامل اجرایی اورایلی مدیا) هستند.

## تاریخچه
بنیاد وب باز در ۲۴ ژوئیه ۲۰۰۸ در کنوانسیون منبع باز اوریلی اعلام موجودیت کرد. فیس‌بوک، گوگل، مای‌اسپیس، سیکس آپارت، پلاکسو و دیگر شرکت‌ها پشتیبانی خود را از بنیاد وب باز اعلام کرده‌اند. با کمک بنیاد وب باز، گوگل و فیس‌بوک، اکنون مکان مناسبی در اختیار دارند که می‌توانند اختلاف بین رابط‌های برنامه‌نویسی کاربردی فیس‌بوک کانکت و اپن‌سوشال را با یکدیگر حل کنند و بر روی استانداردهایی کار کنند که کاربرانشان با یکدیگر تعامل کنند. همچنین بنیاد وب باز، جزئیات فنی و جزئیات سیاست‌گذاری را فراهم می‌کند که در آن چگونگی تعامل این پروتکل‌ها و فناوری‌های نوپدید را توضیح می‌دهد.

## انتقاد
در سال ۲۰۰۸ (میلادی) دِیر اُباسانیو از مایکروسافت، بنیاد وب باز را متهم کرد که کارمندان آن بنیاد، مقررات کارگروه مهندسی اینترنت یا دیگر مقررات استاندارد را دور می‌زنند.

## پشتیبانی صنعتی
بر پایه وبگاه بنیاد وب باز، این شرکت‌ها و سازمان‌ها این بنیاد را پشتیبانی می‌کنند:
- بی‌بی‌سی
- فیس‌بوک
- مایکروسافت
- گوگل
- اورایلی مدیا
- مای‌اسپیس
- سیکس آپارت
- پلاکسو
- سورس‌فورج
- ویدوپ
- یاهو!